# Diplazium yuyoense
Diplazium yuyoense là một loài dương xỉ trong họ Athyriaceae. Loài này được M. Kessler & A.R. Sm. mô tả khoa học đầu tiên năm 2007.